# Hasta el fin del mundo (película)
Hasta el fin del mundo ( en alemán: Bis ans Ende der Welt; en francés: Jusqu'au bout du monde) es una película dramática de aventuras y ciencia ficción de 1991 dirigida por Wim Wenders. Ambientada en el cambio de milenio, a la sombra de una catástrofe que cambiará el mundo, la película sigue a un hombre y una mujer, interpretados por William Hurt y Solveig Dommartin, mientras son perseguidos por todo el mundo, en una trama que involucra un dispositivo que puede registrar experiencias visuales y visualizar sueños. Un borrador inicial del guion fue escrito por el cineasta estadounidense Michael Almereyda, pero el guion final está acreditado a Wenders y Peter Carey, a partir de una historia de Wenders y Dommartin. Wenders, cuya carrera se había distinguido por su exploración de la road movie, pretendía que ésta fuera el máximo ejemplo del género. La película se ha estrenado en varias ediciones, con una duración que oscila entre 158 y 287 minutos.

## Trama

### Acto 1
En 1999, el pánico sobreviene cuando un satélite nuclear indio en órbita comienza a girar en espiral hacia la Tierra. Claire Tourneur, que ha estado viajando por Europa intentando, sin éxito, distraerse tras descubrir que su novio se acostó con su mejor amiga, no está preocupada por el inminente desastre nuclear, aunque su sueño se ha visto perturbado por una pesadilla recurrente. Cuando se queda atrapada en un atasco en el sur de Francia después de que se proyectara como posible lugar de impacto, decide tomar una carretera secundaria. Tiene un accidente con un par de ladrones de bancos sorprendentemente amigables, que la reclutan para llevar el dinero robado a París, a cambio de una parte del botín. En el camino, conoce a un hombre que se presenta como Trevor McPhee. Lo sigue un hombre armado llamado Burt, por lo que Claire acepta dejar que Trevor viaje a París con ella. Después de llegar a la casa de su amante separado, Eugene, Claire descubre que Trevor robó parte del dinero robado mientras ella dormía. Claire se cruza con Burt y descubre que se va a Berlín. Ella también hace el viaje y contrata al detective de personas desaparecidas Phillip Winter para que la ayude a localizar a Trevor. Usando su computadora, descubre que Trevor tiene una recompensa por su cabeza por robar ópalo de un sindicato minero en Australia, y el acceso al pasaporte y a la información financiera de Trevor le permite determinar que el hombre acaba de abordar un vuelo a Lisboa. Cuando Claire y Winter alcanzan a Trevor, Winter esposa a Trevor a Claire, pero ella voluntariamente acompaña a Trevor cuando él se escapa. Van a un hotel, donde Winter los encuentra teniendo relaciones sexuales, aunque Trevor luego esposar a Winter y Claire a la cama y escapar con más dinero de Claire. 
Aún después de la recompensa, Winter lleva a Claire con él a Moscú, donde se encuentran con Eugene, a quien Claire le ha pedido que le traiga más dinero. Un cazarrecompensas local con una computadora más avanzada que la de Winter les ayuda a descubrir que Trevor es en realidad Sam Farber, buscado por el gobierno de los EE. UU. por espionaje industrial y que tiene una recompensa significativamente mayor por su cabeza que Trevor McPhee. Winter dice que dejará el trabajo y se irá a casa, y Eugene compra una computadora de seguimiento para ayudar a Claire, quien ve a Burt nuevamente y descubre que buscan a Sam por robar una cámara que había ayudado a desarrollar en un laboratorio en Palo Alto .
Cuando Sam compra un billete a Beijing en el ferrocarril Transiberiano, la computadora alerta a Claire y ella deja a Eugene mientras cree que está durmiendo. Sam evade a Claire y ella termina viajando sola por China durante meses. Finalmente llama a Eugene, quien le dice que vaya a Tokio y se encuentra con ella allí. Van al hotel cápsula donde se supone que se hospedará Sam, solo para encontrar a Winter atado y recibir disparos de varios cazarrecompensas y agentes del gobierno internacional que han sido avisados por el cazarrecompensas al que consultaron en Moscú. Claire logra escapar y se encuentra con Sam, que está perdiendo rápidamente la vista, en un salón de pachinko. Ella les compra boletos de tren a una posada de montaña al azar, donde los amables posaderos le proporcionan hierbas que curan los ojos de Sam. Sam le revela a Claire que el prototipo de cámara que robó fue inventado por su padre, Henry, y es un dispositivo que, al registrar los impulsos cerebrales del fotógrafo para su posterior transferencia, toma fotografías que las personas ciegas pueden ver. Aunque el proceso de grabación es duro para sus ojos, ha estado viajando por todo el mundo grabando lugares y personas que son importantes para su madre, Edith, que es ciega, para poder verlos. La siguiente parada en el itinerario de Sam es San Francisco. Él y Claire son asaltados por un vendedor de autos usados poco después de llegar, por lo que Claire llama a Chico, uno de los ladrones de bancos franceses, para pedir ayuda y él les trae más dinero. Sam no puede hacer funcionar la cámara cuando intenta hacer una grabación de su hermana y su sobrina, por lo que Claire se hace cargo. Una vez realizada la grabación final, Sam, Claire y Chico abordan un pequeño barco rumbo a Australia, donde están los padres de Sam.

### Acto 2
Eugene y Winter, quienes formaron equipo y fueron a Coober Pedy, Australia, a esperar a Claire y Sam después de perderles la pista en Tokio, [lower-alpha 1] retoman el rastro cuando Claire usa su tarjeta de crédito para realizar una videollamada. Cuando Eugene ve a Sam en la ciudad, lo golpea y tienen una breve pelea antes de ser arrestados. Mientras Winter intenta rescatarlos, Burt llega buscando a Sam y la cámara, pero Chico logra someterlo. Al día siguiente, Sam solo lleva a Claire con él cuando despega para volar al complejo donde se esconden sus padres y su padre ha construido un laboratorio secreto, pero los demás pueden seguirlo gracias a un dispositivo de rastreo secreto que todavía está encendido. la bolsa que Chico le dio a Claire cuando ella transportó el dinero por primera vez a París.
Mientras Claire y Sam están en el aire, el gobierno de EE. UU. derriba el satélite y el pulso electromagnético nuclear resultante borra los recuerdos e interfiere con el funcionamiento de los dispositivos electrónicos sin blindaje. El motor del avión de Sam se para, por lo que tiene que realizar un aterrizaje de emergencia. Él y Claire caminan por el desierto hasta que los encuentra David, el amigo de Sam, que tiene a Eugene, Winter y Chico en la caja de su camión diésel con manivela manual. David lleva a todos al laboratorio del padre de Sam, que está resguardado en una enorme cueva. Burt finalmente llega y todos se acomodan para esperar y ver si se restablecen las comunicaciones con el mundo exterior. Eugene, que estaba escribiendo una novela sobre Claire y sus aventuras antes de que el NEMP la borrara de su computadora, comienza a reescribirla en una máquina de escribir antigua. El proceso que desarrolló Henry requiere que la persona que grabó las imágenes las observe mientras es monitoreado en el laboratorio antes de que puedan transmitirse al cerebro de otra persona. Sam, que tiene una relación tensa con su padre, intenta hacer esto inmediatamente después de llegar, [lower-alpha 2] pero falla porque está demasiado cansado, lo que lleva a una discusión con Henry. Claire intenta el experimento con su grabación de la hermana de Sam con un éxito fenomenal, y Sam luego tiene éxito con sus grabaciones. Aunque al principio Edith se alegra de poder "ver" de nuevo, las imágenes feas y pixeladas que recibe contribuyen a su creciente desaliento. En la víspera de Año Nuevo, la misma noche, el grupo interceptó una transmisión de radio mundana que indica que la civilización humana no ha terminado, ella "simplemente se dejó ir" y falleció silenciosamente.
Después del entierro de Edith; Winter, Chico y Burt abandonan el recinto para regresar a casa. Henry comienza a trabajar en cómo utilizar su tecnología para registrar los sueños humanos, pero los aborígenes que lo han estado ayudando no están de acuerdo con esto y lo abandonan. Continúa experimentando con él mismo, Sam y Claire, y eventualmente se vuelven adictos a ver sus sueños en pantallas de video portátiles. Eugene encuentra a una Claire catatónica y la saca del laboratorio, lo que la lleva a una dolorosa abstinencia cuando él se niega a reemplazar las baterías de su pantalla. Termina su novela, en la que la describe sana y feliz, y se la regala, utilizando la "verdad de las palabras" para curarla de la "enfermedad de las imágenes". Mientras tanto, Sam se aleja del laboratorio y finalmente es curado por David y un ritual aborigen, y la CIA se lleva a Henry mientras está acostado en la silla de grabación de sueños del laboratorio. Eugene y Claire rompen definitivamente, pero siguen siendo amigos. Henry muere más tarde en 2001, y Sam visita su tumba. Mientras está en San Francisco, Sam ve a su esposa (que desde entonces se volvió a casar) y a su hijo desde la distancia y se da cuenta de que los ha perdido para siempre. En el cumpleaños número 30 de Claire, sale el libro de Eugene y él, Winter y los ladrones de bancos franceses llaman a Claire, que se encuentra en medio de un período de seis meses como observadora ecológica en una estación espacial, para cantarle "Feliz cumpleaños".

## Producción
Wenders empezó a trabajar en la película a finales de 1977, cuando, durante su primera visita a Australia, se le ocurrió que su entorno sería el escenario perfecto para una película de ciencia ficción. Además de desarrollar la compleja trama, la preproducción también implicó una extensa fotografía. Sin embargo, no fue hasta que Wenders encontró el éxito comercial con Paris, Texas y Wings of Desire que pudo conseguir financiación para el proyecto. Con un presupuesto de alrededor de $22 millones ($3.7 millones de los cuales procedían de la Australian Film Finance Corporation  ), más de lo que había gastado en todas sus películas anteriores juntas, Wenders emprendió una producción ambiciosa. La fotografía principal duró 22 semanas y abarcó 11 países. Wenders, que tenía una fascinación de larga data con el interior de Australia, rodó una parte sustancial de la película en Alice Springs, Territorio del Norte, Australia, y sus alrededores.
Las imágenes de las secuencias de los sueños se lograron con vídeo de alta definición. Wenders y técnicos de NHK (la única instalación que podía reproducir vídeo HD en ese momento) trabajaron durante seis semanas en estas secuencias, distorsionando intencionalmente las imágenes para crear efectos visuales extraños. A menudo grababan una versión adelantada de la imagen y luego la reproducían a velocidad normal. Graeme Revell compuso el tema y otra música de la película. Para música adicional, Wenders encargó canciones originales a varios de sus artistas favoritos, pidiéndoles que anticiparan el tipo de música que harían una década después, cuando se rodara la película. Su deseo de utilizar todas las piezas que recibió contribuyó a su decisión de hacer la película tan larga como resultó ser.

## Recepción
La versión truncada de Hasta el fin del mundo que se estrenó en cines fue mal recibida, siendo un fracaso tanto crítico como comercial. En Estados Unidos, la película fue estrenada por Warner Bros. en diciembre de 1991 en 4 pantallas. El total bruto de taquilla en Estados Unidos fue de poco menos de 830.000 dólares.En enero de 1992, al revisar la versión teatral de la película, Roger Ebert le dio a la película 2 estrellas de 4, describiéndola como carente de la "urgencia narrativa" necesaria para mantener el interés en la historia, y escribió que "se presenta como una película que fue fotografiada antes de ser escrita y editada antes de completarse". Continuó diciendo que un documental sobre la producción de la gira mundial probablemente habría sido más interesante que la película en sí. Los críticos posteriores, algunos respondiendo al montaje del director de Wenders, fueron más favorables al respecto.[cita requerida] En Rotten Tomatoes, la película tiene un índice de aprobación del 89% según 18 reseñas.

## Versiones
Según se informa, el montaje inicial de la película duró 20 horas. Se han distribuido comercialmente o proyectado públicamente varias versiones abreviadas de la película. Wenders estaba obligado por contrato por sus patrocinadores a entregar un largometraje estándar, por lo que lo editó hasta los cortes americanos y europeos de 158 y 179 minutos, a los que se refiere como las versiones " Reader's Digest " de la película. Mientras tanto, él y su editor Peter Przygodda hicieron en secreto una copia completa de los negativos de la película por su propia cuenta, y durante el año siguiente trabajaron en una versión de 5 horas de la película, que luego proyectado en eventos durante la próxima década. Una versión similar a la que se muestra en estas proyecciones se estrenó en un momento como una trilogía de películas de 280 minutos.
También hay un lanzamiento en disco láser subtitulado y en buzón de 239 minutos de Japón, y hay varias ediciones de aficionados no autorizadas que combinan partes de los lanzamientos antes mencionados. En 2014, la Fundación Wim Wenders encargó una restauración digital 4K del negativo original de la cámara Super 35 mm del montaje del director de 287 minutos. La restauración, supervisada por el director y su esposa Donata, corrió a cargo de Arri Film & TV Services Berlin, con el apoyo del CNC. Esta versión se proyectó por primera vez en los EE. UU. en varios cines artísticos en el otoño de 2015 como parte de una gira retrospectiva de la filmografía de Wenders realizada por Janus Films. Fue en dos partes, con un intermedio de 2 horas y 11 minutos, y debutó en la televisión de EE. UU. en Turner Classic Movies en julio de 2017. En septiembre de 2019, The Criterion Collection anunció una edición especial de Blu-ray y DVD de la restauración en 4K de la versión del director de 287 minutos de la película, que se estrenó el 10 de diciembre de 2019.

## Banda sonora
Hasta el fin del mundo: música de la banda sonora de la película se lanzó el 10 de diciembre de 1991 e incluye las siguientes pistas:
1. "Opening Title" - Graeme Revell
2. " Sax and Violins" – Talking Heads
3. "Summer Kisses, Winter Tears" - Julee Cruise
4. "Move with Me (Dub)" - Neneh Cherry
5. "The Adversary" – Crime & the City Solution
6. "What's Good" - Lou Reed
7. "Last Night Sleep" - Can
8. "Frestless" - R.E.M.
9. "Days" – Elvis Costello
10. "Claire's Theme" - Graeme Revell
11. "(I'll Love You) Till the End of the World" - Nick Cave y The Bad Seeds
12. "It Takes Time" - Patti Smith (con Fred Smith )
13. "Death's Door" - Depeche Mode
14. "Love Theme" - Graeme Revell
15. "Calling All Angels " (Versión Remix) – Jane Siberry con kd lang
16. "Humans from Earth" - T Bone Burnett
17. "Sleeping in the Devil's Bed" – Daniel Lanois
18. "Until the End of the World" - U2
19. "Final" - Graeme Revell

Las canciones utilizadas en la película, pero no incluidas en la banda sonora, incluyen:
- "Trois Jeux d'enfants: Nze-nze-nze", interpretada por Aka Pygmies ( pueblo Aka ) (de Centre Afrique: Anthologie de la musique des Pygmées Aka (Ocora C559012 13, 1987))
- " Blood of Eden ", escrita e interpretada por Peter Gabriel (una versión diferente, que presenta a Sinead O'Connor, aparece en su álbum de 1992 Us, y fue lanzada como sencillo; la versión en la película solo está disponible como pista alternativa en el CD single del original, y en su álbum de tomas descartadas y rarezas, Flotsam and Jetsam)
- "Breakin' the Rules", escrita e interpretada por Robbie Robertson (también publicada en el álbum Storyville de Robertson)
- "Lagoons", interpretada por Gondwanaland (también publicada en su álbum "Wide Skies")
- "Travelin' Light", interpretada por la Orquesta Boulevard of Broken Dreams
- "The Twist", interpretada por Chubby Checker
- "Summer Kisses, Winter Tears", interpretada por Elvis Presley
- "La Vieil Homme De La Mer", interpretada por Laurent Petitgand

El director de cine alemán Uli M Schueppel realizó un documental sobre la grabación de "(I'll Love You) Till The End of the World" de Nick Cave & The Bad Seeds. La película se estrenó en 1990 como The Song y se relanzó en 2004 con un nuevo arreglo.